# Великолукская организованная преступная группировка
Великолукская ОПГ — одна из крупнейших организованных преступных группировок (ОПГ) Санкт-Петербурга конца 1980-х — начала 1990-х годов.

## Предыстория группировки

Николай Гавриленков

Виктор Гавриленков

Будущие лидеры ОПГ, родные братья Николай Степанович и Виктор Степанович Гавриленковы, родились в городе Великие Луки Псковской области. Детство и юношество Гавриленковых было малообеспеченным — их отец умер рано, мать работала на одной из местных фабрик. Вдобавок ко всему Гавриленковым постоянно доставалось от более старших дворовых подростковых команд. Поскольку защищать их было некому, братья решили защитить себя сами. Всё своё свободное время они стали отдавать боксу, и вскоре никто уже не рисковал конфликтовать с ними.
После школы Николай и Виктор решили не продолжать обучение, а начать зарабатывать деньги. Николай идёт торговать в родных Великих Луках пивом. На этом поприще он заработал первые деньги и сделал себе имя. Вскоре они решают покинуть Великие Луки и переехать в какой-нибудь большой город. Выбор пал на Ленинград.
Братья продолжили заниматься пивным бизнесом. Они устроились в одно из самых престижных питейных заведений Ленинграда — ресторан «Роза ветров» на Московском проспекте. Николаю Гавриленкову принадлежала простая, эффективная схема решения проблем с ОБХСС — рядом с ним всегда стояла табличка: «Граждане! Дожидайтесь отстоя пены!». Вскоре Николай стал администратором «Розы ветров» — в советские годы по статусу это было не ниже директора крупной гостиницы.

## Начало формирования ОПГ
В середине 1980-х годов братья Гавриленковы собрали в «Розе ветров» крепкую команду спортсменов, которую возглавили также их земляки — Андрей Сергеев и Алексей Косов.
Вскоре также под своё крыло Гавриленковы взяли бригаду спортсменов — выходцев из города Тамбов. Среди них особо выделялся Владимир Кумарин. Вскоре братья поняли, что с такой командой появились новые перспективы. Теперь можно было начать зарабатывать деньги не недоливами пива и обсчётами, а рэкетом.
Новые горизонты для новоявленной ОПГ открыла «перестройка». В те годы полем деятельности для появившихся повсюду рэкетиров стали кооператоры. Объектами пристального внимания «Великолукских» стали частные торговцы, занимавшиеся продажей дешёвого ширпотреба под видом фирменных товаров, антиквариата, икон, фарцовщики, валютчики. Их расчёт был весьма прост — они вымогали деньги у тех, кто никогда бы не пошёл жаловаться в милицию, прекрасно понимая, что милиция в первую очередь заинтересуется ими же самими. Дело стало приносить солидную прибыль.
В конце 1980-х годов по СССР прокатилась новая волна эмиграции. Уезжавшие на историческую Родину евреи покидали страну не с пустыми руками. За несколько часов до вылета самолёта братья с земляками наведывались к ним, отбирали деньги и ценности. И здесь их расчёт был весьма точным — жаловаться в милицию, когда уже почти покинул СССР, никто не желал.

## Расцвет ОПГ
Всё шло своим чередом, когда в 1989 году случилось непредвиденное — «тамбовские» были практически в полном составе арестованы за вымогательство. В их числе оказался и Кумарин. Суд приговорил его к 4 годам лишения свободы. Условно-досрочно освободившись, Кумарин в 1991 году пришёл к Гавриленковым с просьбой помочь «приподняться». Но братья «прокола» не простили и отказали ему. Вместе с Кумариным ушли и все «тамбовцы». Так и образовалась небезызвестная в стране Тамбовская ОПГ.
В то время «Великолукские» и «Тамбовские» начали работать параллельно, поделив сферы влияния в Санкт-Петербурге и стараясь не конфликтовать друг с другом. Но мирное сосуществование продлилось недолго.
В 1993 году Санкт-Петербург стал готовиться к предстоящим Играм доброй воли. На льготных условиях создавались многочисленные фонды с целью закупки за рубежом и поставки в город необходимых для торжественных празднеств оборудования и продовольствия. В частности, было решено наладить поставку в город качественного импортного вина.
К «Тамбовским» по этому поводу обратился один околокриминальный бизнесмен. Дело пошло в гору, и вскоре на прилавках большинства магазинов города появилось настоящее испанское вино. Бандиты имели с каждой бутылки доллар чистой прибыли и не имели проблем, пока «Великолукские» не узнали об этом. Люди братьев конфисковали у бизнесмена товар почти на миллион долларов и отказались отдавать деньги. Бизнесмен пожаловался «Тамбовцам», и Кумарин с Гавриленковыми решили уладить вопрос, «забив стрелку», как в те годы говорили.
Местом «стрелки» был выбран ресторан «Колос» около Казанского собора, на канале Грибоедова. На встрече Кумарин в суровой форме порекомендовал братьям вернуть деньги. Николай Гавриленков пообещал это сделать, однако вскоре бизнесмен был расстрелян неизвестными киллерами 1 сентября 1993 года у своего дома по улице Желябова. Кумарина также решено было ликвидировать. 1 июня 1994 года один из бойцов «Великолукских» занял позицию на крыше дома № 34 по улице Турку, где жил Кумарин. Как только тот вышел из подъезда, наблюдатель дал по рации команду своему напарнику, который, переодевшись женщиной, подошёл вплотную к автомобилю лидера «Тамбовских» и расстрелял машину из автомата. Охранник Кумарина погиб, а сам он был тяжело ранен и лишился руки. Спасло его только то, что в тот день Кумарин сам сел за руль машины.

Тамбовцы, задержанные у больницы имени Костюшко

Вскоре после того, как Кумарина увезла «Скорая помощь», в городскую больницу Санкт-Петербурга имени Костюшко приехало большое количество вооружённых «тамбовских», которые намеревались охранять своего босса. Чтобы разогнать их, сотрудникам милиции потребовалось несколько часов.

Валерий Гаврисенко

Поняв, что войны с «тамбовцами» им теперь не избежать, братья в спешном порядке стали пополнять свои изрядно поредевшие бригады. Под крыло «Великолукских» пришло несколько находившихся в федеральном розыске рецидивистов. Среди них особенно выделялись двое молодых людей по кличке «Валерики» — Валерий Рунов и Валерий Гаврисенко. Слава об их успешной деятельности на криминальном поприще шла по всему Петербургу и докатилась даже до высоких политических сфер. Так, в начале зимы 1994 года к «Валерикам» обратился председатель Русской Национальной Республиканской Партии Юрий Беляев с просьбой помочь выбить деньги из одной фирмы. Гаврисенко быстро вернул долг, но делиться с Беляевым не собирался. 6 декабря 1994 года возле дома № 18 по улице Пионерстроя Беляева обстрелял из автомата неизвестный киллер. Два его охранника были убиты, а сам глава партии — тяжело ранен. Несмотря на очевидные для сотрудников правоохранительных органов мотивы покушения, Беляев настаивал на своём. Вот выдержка из интервью с ним тех лет:
То, что произошло два дня назад, указывает на то, что это было чисто политическое покушение. Бандиты не способны были организовать его - слишком маленький профессиональный уровень…
Перепуганный политик увёл следствие от реальных заказчиков преступления. К середине 1990-х годов Николай Гавриленков стал живым идолом криминального мира Санкт-Петербурга. Его авторитет был огромен — все петербургские бандиты обращались к нему исключительно на «вы», а за глаза уважительно называли «Степанычем». В официальных кругах он уже слыл респектабельным бизнесменом. Его доходам могло бы позавидовать какое-нибудь небольшое государство — сети магазинов и ресторанов, фирмы по операциям с недвижимостью, игорный бизнес, практически все совместные русско-финские предприятия, рыболовецкая фирма, нефтяной концерн «Neste Oil».

## Конец группировки
С 1994 года, кроме внешних, группировку стали сотрясать внутренние разборки. Первыми их жертвами стали земляки братьев — Андрей Сергеев и Алексей Косов, те самые боксёры-вышибалы из «Розы ветров». С осени 1994 года они постоянно проживали в Будапеште, куда спешно уехали после операции с испанским вином. Косов и Сергеев выиграли от этой сделки больше всех. Они положили себе в карман основную часть прибыли, фактически «кинув» «Великолукских». Этого братья простить не могли.
В Будапешт были направлены Рунов и Гаврисенко, которые расстреляли Косова и Сергеева в их собственном доме 28 октября 1994 года. Однако поведение «Валериков», убивавших слишком легко, стало настораживать братьев. Они решили подстраховаться и убрать Гаврисенко, считавшегося главным «отморозком» их ОПГ. На него было совершено два неудачных покушения. Гаврисенко решил ответить Степанычу тем же.
Однажды при попытке подключиться к телефонной сети дома, где жил Николай Гавриленков, сотрудниками милиции были задержаны двое человек. Они заявили, что хотели ограбить находившийся в доме магазин. Гавриленкова-старшего вызвали в милицию и предупредили о возможных покушениях на него. Но Николай отнёсся к этому скептически и никаких дополнительных мер по обеспечению своей безопасности не принял.
30 июня 1995 года братья Гавриленковы на двух автомобилях подъехали к дому № 189 по Московскому проспекту, где жил Николай. Как только Николай Гавриленков вышел из машины, из соседнего подъезда выскочил киллер, расстрелявший Степаныча. Виктор Гавриленков схватил свой автомат и стал стрелять вдогонку киллеру, однако промахнулся.

Похороны Николая Гавриленкова

Смерть лидера «Великолукских» была проста и бесславна, зато похороны пышны и скандальны. Хоронили Николая Гавриленкова в «Богом зданных пещерах» Псково-Печерского монастыря, рядом с нетленными останками православных подвижников. Незадолго до этих трагических событий братья Гавриленковы выкупили это место, чтобы в будущем похоронить здесь свою мать, однако все вышло иначе. На похоронах, состоявшихся 4 июля 1995 года, гроб с телом сопровождали практически все криминальные авторитеты Санкт-Петербурга. После похорон возмущение верующих было настолько велико, что настоятель монастыря не счёл для себя возможным далее оставаться на своём посту и попросил патриарха об отставке. Но тело Степаныча тревожить не посмели, потому что не позволил Виктор Гавриленков, мотивируя это тем, что «братва не поймёт».
Следствие по убийству Гавриленкова очень быстро зашло в тупик. Первым подозреваемым стал Кумарин, который так и не отомстил ни за операцию с испанским вином, ни за покушение на себя самого, однако данная версия подтверждения не нашла. Когда ранее задержанных при попытке подключиться к телефонной сети Гавриленкова допросили в свете последних событий, те описали неизвестного, поручившего им это. Неизвестным оказался Валерий Гаврисенко, решивший отомстить Степанычу за попытку убить его. Но в ночь на 3 декабря 1995 года Гаврисенко был застрелен у ресторана «Невские мелодии» на Свердловской набережной.
После этого бойцы «Великолукских» гибли один за другим, и к февралю 1996 года в живых остался лишь Виктор Гавриленков. 27 февраля 1996 года в ресторане гостиницы «Невский палас», где Виктор обедал, двое неизвестных киллеров открыли по нему шквальный огонь из автоматов. Гавриленков бросился на пол и уцелел. Погибли двое его охранников и случайно оказавшийся рядом гражданин Великобритании. После покушения Виктор Гавриленков некоторое время лечился в одной из лучших клиник Санкт-Петербурга, но потом, видимо, решив, что далее жить в постоянном страхе невозможно, уехал в Испанию. Не приехал он даже на похороны матери, умершей в 1997 году в Великих Луках.
Лишь после ареста Кумарина, через 12 лет, Гавриленков осмелился появиться в Санкт-Петербурге. Испанские власти объявили его в международный розыск.